# 穆罕默德一世 (奥斯曼帝国)
穆罕默德一世（土耳其語：I. Mehmed，1386年—1421年5月26日），又名穆罕默德·切莱比（切莱比意为“紳士”），是鄂圖曼帝國的一位蘇丹，1413年7月5日至1421年5月26日在位。

## 生平

### 早年
1402年，父親巴耶济德一世於1402年被蒙古軍閥帖木兒擊敗被擒，因而令鄂圖曼帝國空位期開始，導致鄂圖曼帝國陷入一片混亂。巴耶济德一世於1403年逝世後，其長子蘇萊曼·切萊比（Süleyman Çelebi）統治希臘北部、保加利亞及色雷斯。巴耶济德一世的另一名兒子伊薩·切萊比（İsa Çelebi）則統治希臘及安那托利亞西部，但在1404年，他在布爾薩被弟弟穆罕默德·切萊比（其後的穆罕默德一世）推翻。蘇萊曼奪取希臘南部，穆罕默德控制著安那托利亞。穆罕默德遣其弟穆薩·切萊比（Musa Çelebi）率大軍橫渡黑海征服蘇萊曼。1410年，穆薩在保加利亞擊敗蘇萊曼，蘇萊曼南撤至希臘。
接着穆薩自稱為鄂圖曼帝國蘇丹，穆罕默德震怒，即時遣軍到蓋利博盧半島，但被擊敗。穆罕默德只得與拜占庭帝國結盟。三年後，穆罕默德另起大軍在塞爾維亞卡馬路擊敗穆薩，接着輕易推翻他在希臘的統治。穆罕默德一世於1413年登基，結束鄂圖曼帝國空位期。

### 統治
在成功在鄂圖曼帝國空位期贏得勝利後，穆罕默德一世在位於帝國歐洲地區的色雷斯埃迪爾內加冕成為蘇丹（色雷斯劃分帝國為安那托利亞和歐洲兩面，君士坦丁堡及周邊地區仍由拜占庭帝國所控制），是為穆罕默德一世。穆罕默德一世鞏固自己的權力，使埃迪爾內（Edirne）成為最重要的雙重首都，並從馬木留克（Mamelukes）手中奪取了阿爾巴尼亞，詹達爾侯國和奇里乞亞亞美尼亞王國的部分地區。考慮到他的許多成就，穆罕默德被廣泛稱為鄂圖曼蘇丹國的“第二位建國者”。